# Langue d'Italie
Pour les langues parlées en Italie, voir Langues en Italie.

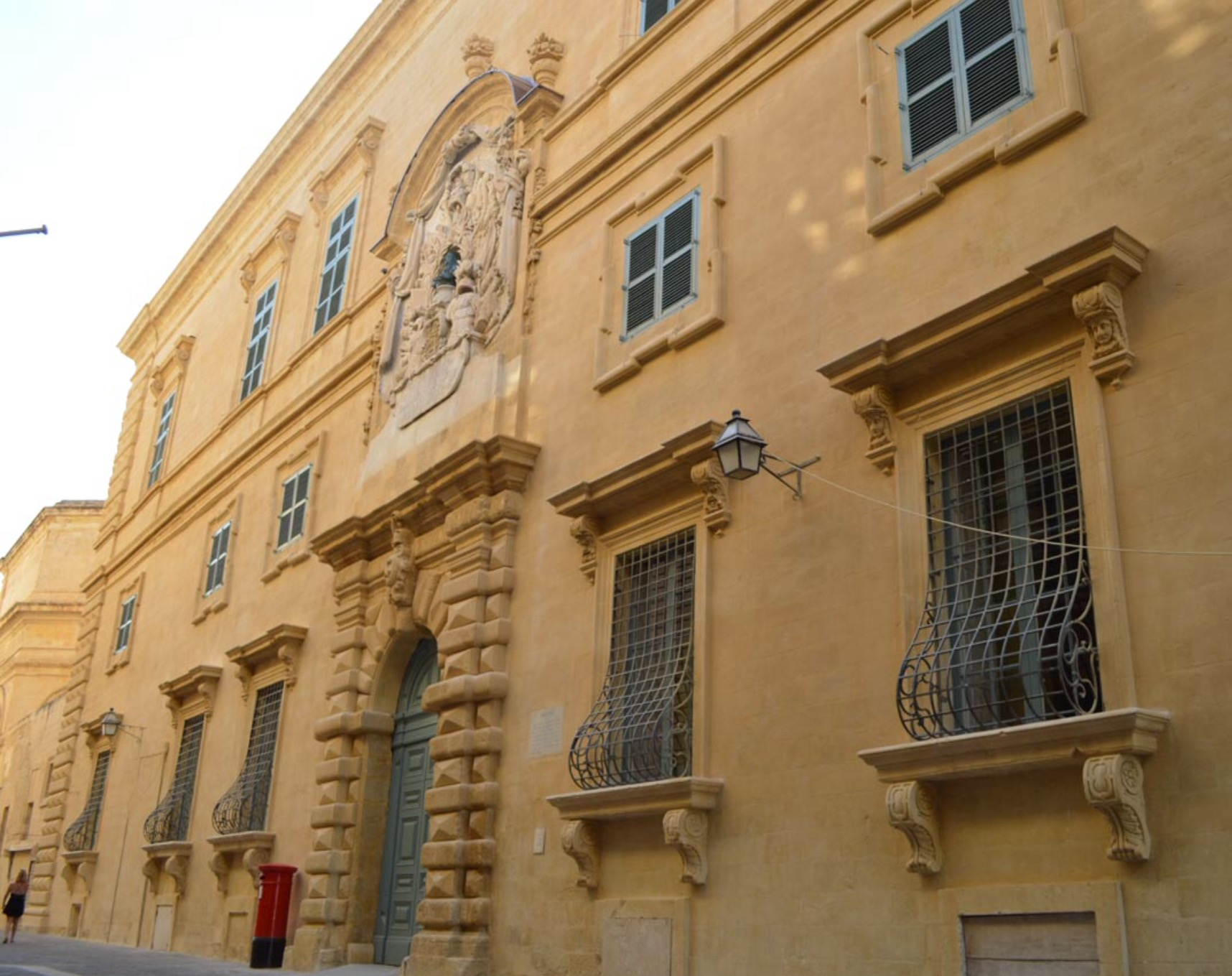
Auberge d'Italie à La Valette

La Langue d'Italie était, avec celles de Provence, d'Angleterre, d'Espagne, de France, d'Allemagne, d'Auvergne, l'une des sept premières langues (ou provinces) des Hospitaliers de l'ordre de Saint-Jean de Jérusalem.

## Grand prieuré de Messine
Le grand prieuré de Messine, créé en 1136, comprend 11 commanderies.

### Liste des commanderies
|  | Commanderie | Origine | Création | Dévolution | Diocèse | Protection | Observations |
|  | ----------- | ------- | -------- | ---------- | ------- | ---------- | ------------ |
|  |             |         |          |            |         |            |              |
|  |             |         |          |            |         |            |              |
|  |             |         |          |            |         |            |              |
|  |             |         |          |            |         |            |              |
|  |             |         |          |            |         |            |              |

## Grand prieuré de Barletta
Le grand prieuré de Barletta, créé en 1170, comprend 11 commanderies.

### Liste des commanderies
|  | Commanderie | Origine | Création | Dévolution | Diocèse | Protection | Observations |
|  | ----------- | ------- | -------- | ---------- | ------- | ---------- | ------------ |
|  |             |         |          |            |         |            |              |
|  |             |         |          |            |         |            |              |
|  |             |         |          |            |         |            |              |
|  |             |         |          |            |         |            |              |
|  |             |         |          |            |         |            |              |

## Grand prieuré de Venise
Le grand prieuré de Venise, créé en 1180 (exproprié en 1806), comprend 29 commanderies.

### Liste des commanderies
|  | Commanderie | Origine | Création | Dévolution | Diocèse | Protection | Observations |
|  | ----------- | ------- | -------- | ---------- | ------- | ---------- | ------------ |
|  |             |         |          |            |         |            |              |
|  |             |         |          |            |         |            |              |
|  |             |         |          |            |         |            |              |
|  |             |         |          |            |         |            |              |
|  |             |         |          |            |         |            |              |

## Grand prieuré de Lombardie
Le grand prieuré de Lombardie, créé en 1186 (exproprié en 1800), comprend 36 commanderies.

### Liste des prieurs
- Fra Constanzo Operti, grand-prieur de Lombardie en 1518.

### Liste des commanderies
|  | Commanderie | Origine | Création | Dévolution | Diocèse | Protection | Observations |
|  | ----------- | ------- | -------- | ---------- | ------- | ---------- | ------------ |
|  |             |         |          |            |         |            |              |
|  |             |         |          |            |         |            |              |
|  |             |         |          |            |         |            |              |
|  |             |         |          |            |         |            |              |
|  |             |         |          |            |         |            |              |

## Grand prieuré de Rome
Le grand prieuré de Rome, créé en 1213 (exproprié en 1818), comprend 19 commanderies.

### Liste des prieurs
- Frère Cierventura, prieur de Rome (1215)
- Frère Buongiovanni, prieur de Rome et de Pise (1234)
- Frère Enguerrand de Gragnana, prieur de Lombardie (1263-1272), de Venise (1263-1293), de Rome (1282-1285)[2]
- Frère Martino da Santo Stefano, prieur de Rome (1306) et cubiculaire successivement des papes Boniface VIII (1300) et Clément V (1310)[3],[4]
- Frère Filippo da Gragnana, prieur de Rome (1311/12-1325)[2],[5] et de Hongrie-Slavonie (1317-1329)[6]. Egalement prieur de Capoue (1325-1330)[7] et des Pouilles
- Frère Foulques de Villaret, grand maître de l'ordre (1305-1319), ensuite prieur de Capoue (1319-1327) et de Rome (1325-1327)[8]
- Frère Bartolomeo Benini, prieur de Rome et de Pise (1354-1366), auparavant prieur de Messine
- Frère Gerardo Rudini da Perugia, prieur de Rome (1366-...), précédemment vice-prieur de Rome (1365)

### Liste des commanderies
|  | Commanderie | Origine | Création | Dévolution | Diocèse | Protection | Observations |
|  | ----------- | ------- | -------- | ---------- | ------- | ---------- | ------------ |
|  |             |         |          |            |         |            |              |
|  |             |         |          |            |         |            |              |
|  |             |         |          |            |         |            |              |
|  |             |         |          |            |         |            |              |
|  |             |         |          |            |         |            |              |

## Grand prieuré de Capoue
Le grand prieuré de Capoue, créé en 1223, comprend 17 commanderies.

### Liste des prieurs
- Frère Isnard du Bar[9] (1336-1365), également commandeur d'Aix-en-Provence (1334-1351)

### Liste des commanderies
|  | Commanderie | Origine | Création | Dévolution | Diocèse | Protection | Observations |
|  | ----------- | ------- | -------- | ---------- | ------- | ---------- | ------------ |
|  |             |         |          |            |         |            |              |
|  |             |         |          |            |         |            |              |
|  |             |         |          |            |         |            |              |
|  |             |         |          |            |         |            |              |
|  |             |         |          |            |         |            |              |

## Prieuré de Pise
Le grand prieuré de Pise, créé en 1236, comprend 12 commanderies.

### Liste des commanderies
|  | Commanderie | Origine | Création | Dévolution | Diocèse | Protection | Observations |
|  | ----------- | ------- | -------- | ---------- | ------- | ---------- | ------------ |
|  |             |         |          |            |         |            |              |
|  |             |         |          |            |         |            |              |
|  |             |         |          |            |         |            |              |
|  |             |         |          |            |         |            |              |
|  |             |         |          |            |         |            |              |

## Sources et références
1. 1 2 3 4 5 6 7  H. J. A. Sire (1996) p.158
2. 1 2  (en) Jochen Burgtorf, The Central Convent of Hospitallers and Templars : History, Organization, and Personnel (1099/1120-1310), Leiden/Boston, Brill, 2008, 761 p. (ISBN 978-90-04-16660-8, lire en ligne), p. 538
3. ↑  (it) Francesco Tommasi, « Fratres quondam Templi : per i Templari in Italia dopo il concilio di Vienne e il destino di Pietro da Bologna », dans The Templars and their sources, Taylor & Francis, 2017, 420 p. (ISBN 978-1-3154-7528-8, présentation en ligne), p. 267
4. ↑  (it) Francesco Tommasi, « Giovanniti al servizio dei Papi », dans Élites et ordres militaires au Moyen Âge: Rencontre autour d'Alain Demurger, Casa de Velázquez, 2017, 478 p. (ISBN 978-8-4909-6147-6, présentation en ligne), p. 312-313
5. ↑  Tommasi 2017, p. 256dans Fratres quondam Templi. Prieur du « Priorato di San Basilio de Urbe ».
6. ↑  (en) Zsolt Hunyadi, Hospitallers in the medieval kingdom of Hungary c.1150–1387, Central European University, 2004 (lire en ligne), p. 88-92, 105
7. ↑  (it) Mariarosaria Salerno et Kristjan Toomaspoeg, L'inchiesta pontificia del 1373 sugli Ospedalieri di San Giovanni di Gerusalemme nel Mezzogiorno d'Italia, 2008, 343 p. (présentation en ligne), p. 33
8. ↑  Burgtorf 2008, p. 516-517
9. ↑  (en) Anthony Luttrell, Studies on the Hospitallers After 1306 : Rhodes and the West, Aldershot, Asghate Ltd., 2007, 384 p. (ISBN 978-0-7546-5921-1 et 0-7546-5921-6, présentation en ligne), p. 106Frère Isnard du Bar est l'oncle de Jean Montréal du Bar, célèbre condottiere et prieur de Hongrie.

## Sources
- Henri J. A. Sire, The Knights of Malta, Yale University Press, 2005